# Francesco Angelini (1898)
Francesco Angelini (Roma, 4 dicembre 1898 – ...) è stato un agronomo, giornalista e politico italiano.